# ميلفيل جاي شو
ميلفيل جاي شو (بالإنجليزية: Melville J. Shaw)‏ هو ضابط أمريكي، ولد في 6 أغسطس 1872 في مينيسوتا في الولايات المتحدة، وتوفي في 16 مايو 1927 في بروكلين في الولايات المتحدة.